# Manuel Octavio Gómez
Manuel Octavio Gómez Martínez de la Hidalga (l'Havana, 1934 - 2 de gener de 1988) va ser un periodista, crític i director de cinema cubà.
Va cursar estudis de publicitat i el 1957 es va graduar a l'Escuela de Periodismo. Molt aviat la seva vocació artística es va canalitzar cap al teatre, la narrativa i la crítica de ràdio i televisió, publicada en els periòdics La Tarde i Diario Libre. Va cursar estudis de dramatúrgia i direcció d'actors. Mentre redactava textos publicitaris per a guanyar-se la vida va buscar la manera de vincular-se als projectes culturals més avançats de l'època, com els que animaven les societats Nuestro Tiempo i Cine Club Visión, de la que va formar part del seu Consell Executiu.
Amb el triomf de la Revolució Cubana es va integrar a la Secció Fílmica de la Direcció de Cultura de l'Exèrcit Rebel i va treballar com a assistent de direcció en diversos documentals i en el primer llargmetratge de ficció realitzat per l'ICAIC. Va començar a dirigir documentals i entre 1964 i 1965 va realitzar els seus dos primers llargmetratges de ficció. Les seves obres, a més d'aportar un nou llenguatge a la cinematografia cubana, van oferir interessants visions de la història i una audaç exploració en els conflictes individuals i socials. El 1981 va obtenir la Distinció per la Cultura Nacional atorgada pel Ministeri de Cultura de Cuba.
El 1971 va dirigir Los días del agua que va rebre un premi especial al 7è Festival Internacional de Cinema de Moscou i el 1974 Ustedes tienen la palabra va rebre el colom de Vidre del diari Rude Pravo del Festival Internacional de Cinema de Karlovy Vary.

## Filmografia
Director
- El tejedor de yarey (Doc.) 1959
- Cooperativas agrícolas (Doc. 8’) 1960
- El agua (Doc.10’) 1960
- Una escuela al campo (Doc.) 1961
- Guacanayabo (Doc. 21’) 1961
- Historia de una batalla (Doc. 33’) 1962
- Cuentos del alambra (Doc. 43’) 1963
- El encuentro (Ficc. 38’) 1964
- La salación (Ficc. 77’) 1965
- Tulipa (Ficc. 93’) 1967
- La primera carga al machete (Ficc. 80’) 1969
- Nuevitas (Doc. 24’) 1969
- Los días del agua (Ficc. 110’) 1971
- Ustedes tienen la palabra (Ficc. 103’) 1973
- La tierra y el cielo (Ficc. 87’) 1976
- La sexta parte del mundo (Dir. Julio García Espinosa, Codirecció, Doc. 90’) 1977
- Una mujer, un hombre, una ciudad (Ficc. 99’) 1978
- Patakín (Ficc. 108’) 1982
- El señor Presidente (Ficc. 100’) 1983
- Gallego (Ficc. 128’)1987

Assistent de director
- Historias de la Revolución (Dir. Tomás Gutiérrez Alea, (Ficc. 81’) 1960
- Asamblea General (Doc. 19’) 1960
- Patria o Muerte (Doc. 26’) 1960
- La Vivienda (Doc. 21’) 1960
- Esta tierra nuestra (Doc. 19’) 1960